# Roestattila
De roestattila (Attila bolivianus) is een zangvogel uit de familie Tyrannidae (tirannen).

## Verspreiding en leefgebied
Deze soort komt voor in het Amazonegebied en telt twee ondersoorten:
- A. b. nattereri: van oostelijk Peru tot centraal Brazilië.
- A. b. bolivianus: zuidwestelijk Brazilië en noordelijk Bolivia.

## Status
De grootte van de populatie is niet gekwantificeerd maar de soort wordt omschreven als vrij algemeen. Op de Rode lijst van de IUCN heeft deze soort de status niet bedreigd.